# Чэнь Сыи
Чэнь Сыи́ (кит. упр. 陈思怡, пиньинь Chén Sīyí, р.12 февраля 1998) — китайская гимнастка, призёрка чемпионатов мира, чемпионка Азиатских игр.
Родилась в 1998 году в уезде Ляньцзян городского округа Фучжоу провинции Фуцзянь. В 2014 году завоевала серебряную медаль чемпионата мира и золотую медаль Азиатских игр.